# Simon Lorber
Simon Lorber, slovenski rimskokatoliški duhovnik in teolog, * 18. maj 1971,  † 21. december 2018.

## Življenjepis
Simon Lorber je bil doma iz Železnikov. V Vipavi je obiskoval gimnazijo, teološko fakulteto pa v Ljubljani, kjer je bil leta 1997 posvečen v duhovnika. Kaplanoval je v Starem trgu pri Ložu. Nato je odšel v Rim študirat zgodovino Cerkve ter opravil specializacijo na Kongregaciji za zadeve svetnikov. Leta 2008 je postal župnik v Šmartnem v Tuhinju ter tam deloval do svoje smrti.